# حشرة دودل (فلم)
حشرة دودل هو فلم إثارة نفسية قصير أنتج عام 1997 وأخرجه كريستوفر نولان.

## روابط خارجية
- مقالات تستعمل روابط فنية بلا صلة مع ويكي بيانات